# Senufové
Senufové jsou příslušníci etnické skupiny žijící v západní Africe, jejich počet se odhaduje na necelé tři miliony. Dělí se na devět kmenů hovořících vzájemně příbuznými jazyky, patřícími do nigerokonžské rodiny. Obývají severní část Pobřeží slonoviny, jižní Mali a západ Burkiny Faso, izolovaná skupina Nafana žije také v Ghaně. Jejich nejdůležitějšími městy jsou Korhogo a Sikasso.
Senufové jsou převážně zemědělci, pěstují proso, kukuřici a arašídy a smldinec, chovají kozy a ovce. Žijí ve vesnicích z kruhových hliněných chatrčí krytých listím nebo slámou, společenské uspořádání je založeno na matrilineárních klanech, významnou roli hrají tajné společnosti zabývající se magií: mužská Poro a ženská Sandogo. Ačkoli mnoho Senufů oficiálně vyznává sunnitský islám, přetrvávají původní animistické představy, zejména kult zoborožce. Senufové jsou známi vysokou úrovní svých uměleckých řemesel, jako je výroba dřevěných masek, kovových šperků, keramiky nebo oděvů z pomalované bavlněné látky. Uznávaná je také jejich hudba, využívající xylofony djegele a bubny gbogo.
Kolem poloviny sedmnáctého století Senufové založili mocné království Kenedugu, které francouzští kolonizátoři vyvrátili v květnu 1898, poslední vládce Babemba Traoré se nechal zabít, aby nepadl do zajetí.

## Galerie

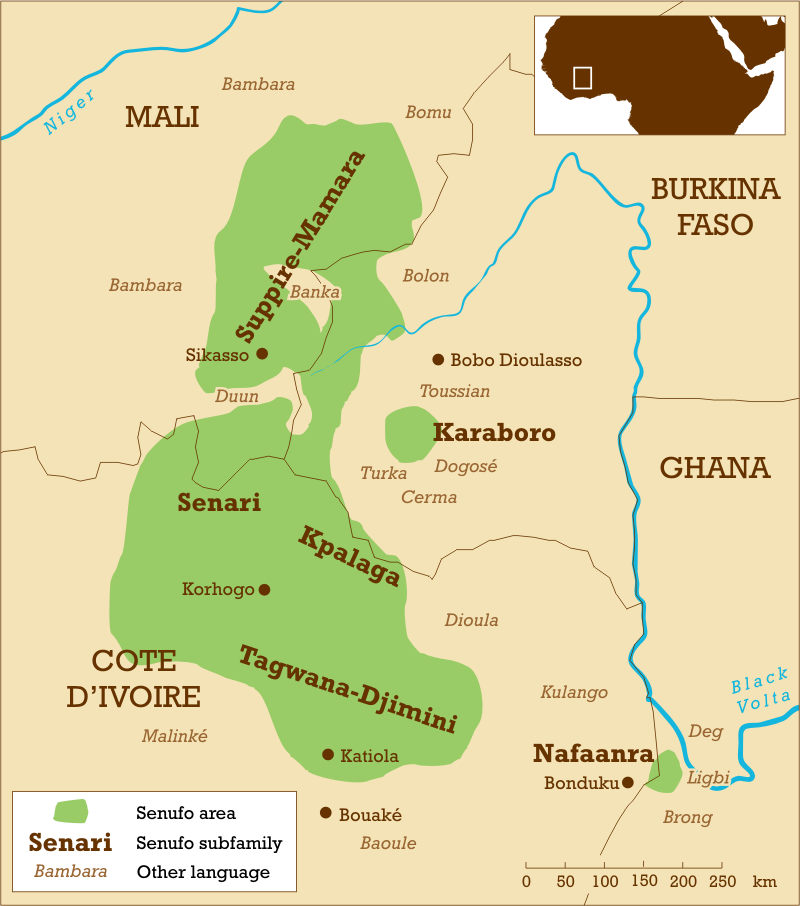
Mapa senufského osídlení
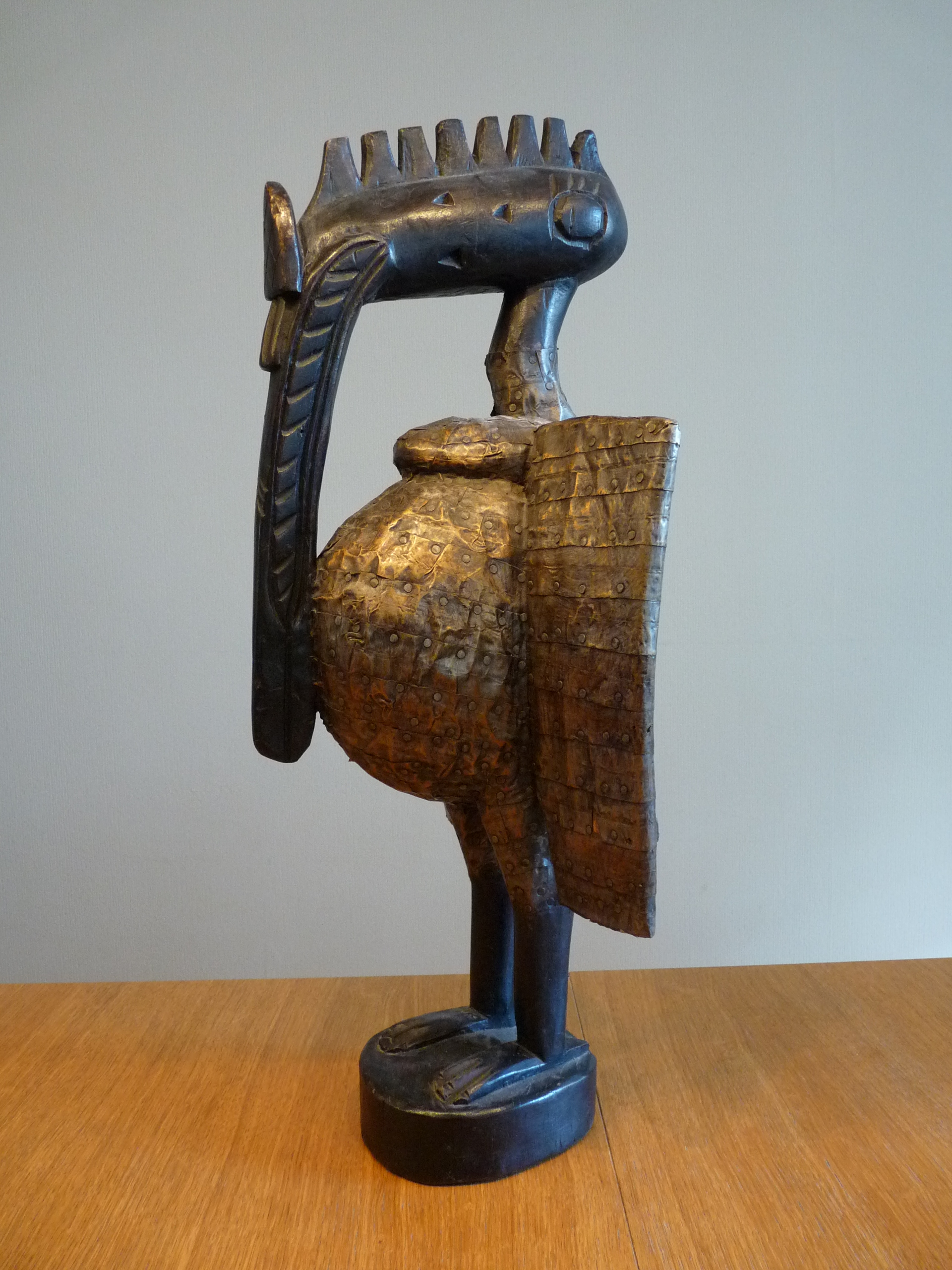
Soška zoborožce (calao)
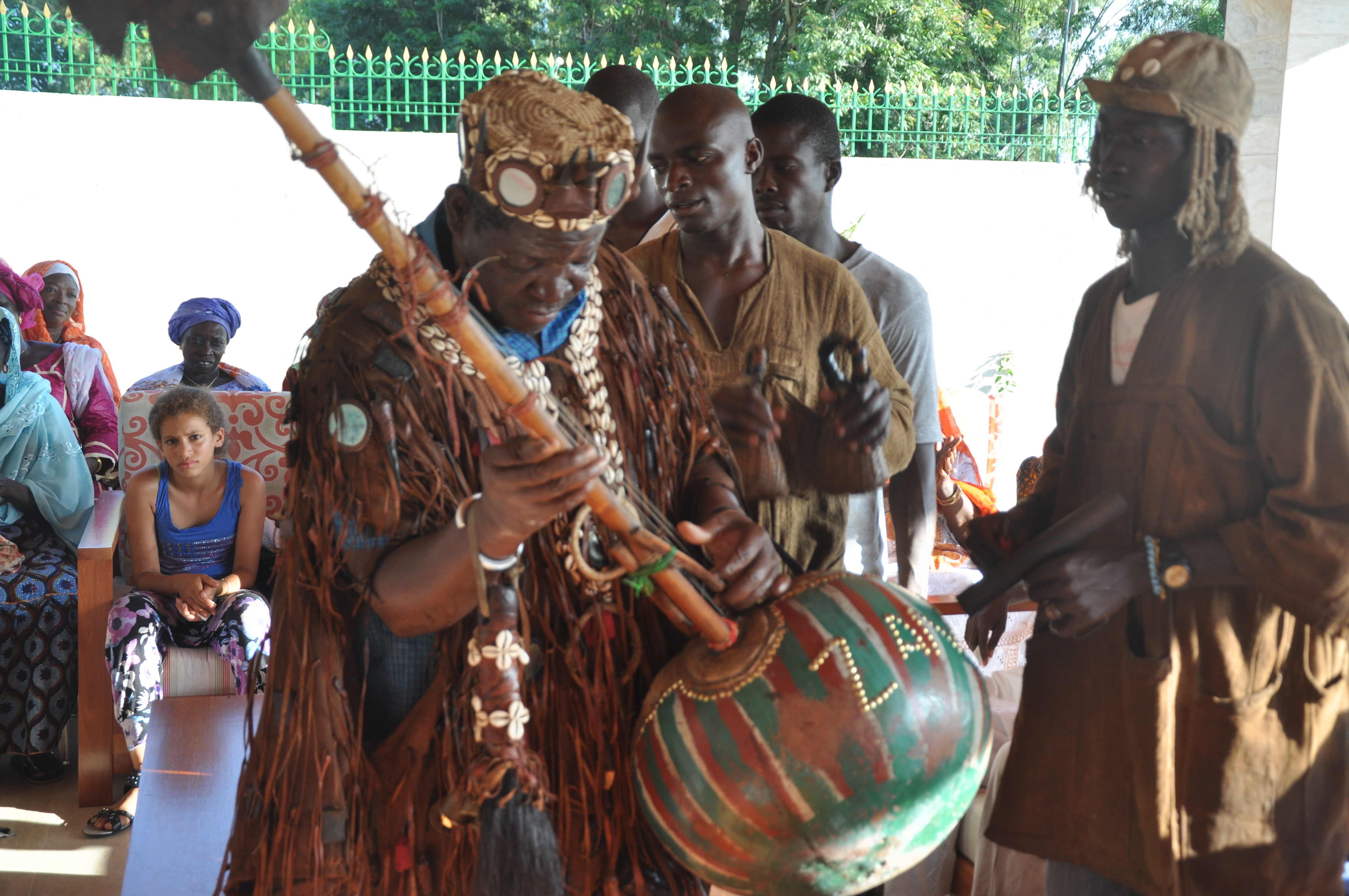
Senufští hudebníci